# ليونيل فلما
ليونيل جيراردو فيلما بينا (بالإسبانية: Leonel Vielma) (مواليد 30 أغسطس 1978 في ماردة) لاعب كرة قدم فنزويلي دولي يجيد اللعب في خط الدفاع . يلعب حاليا لصالح نادي كاراكاس الفنزويلي من سنة 2009 .

## روابط خارجية
- ليونيل فلما على موقع الاتحاد الدولي (مؤرشف)  (الإنجليزية)
- ليونيل فلما على موقع قاعدة بيانات كرة القدم.إي يو (الإنجليزية)
- ليونيل فلما على موقع ناشيونال فوتبول تيمز (الإنجليزية)